# Nukleon
Nukleón je v jedrski fiziki skupno ime za gradnike atomskih jeder, protone in nevtrone. Število nukleonov v jedru podaja masno število A. Pri vseh jedrih z izjemo jedra vodika in izotopa helija ³He je število nevtronov v jedru večje ali enako številu protonov, pri čemer delež nevtronov z maso jedra narašča. Jedra z enakim številom nukleonov se imenujejo izobari (podobno kot so jedra z enakim številom protonov izotopi).
Do 60-ih let 20. stoletja so imeli nukleone za osnovne delce, po sedanjih teorijah pa so sestavljeni iz treh kvarkov, ki jih veže močna jedrska sila oz. močna interakcija. Interakciji med nukleoni pravimo jedrska sila, ki je posledica močne jedrske sile (pred odkritjem kvarkov, se je izraz »močna interakcija« uporabljal za interakcijo med nukleoni).

## Antinukleoni
Obe vrsti nukleona imata tudi pripadajoča antidelca: antiproton in antinevtron. Antidelca imata enake lastnosti kot proton in nevtron a nasproten naboj. (Po simetriji CPT naj bi bilo to natančno res, vsekakor pa so razlike pri današnjih eksperimentih nemerljive.) Antinukleoni se lahko vežejo v »antijedro«. Znanstvenikom je uspelo ustvariti jedra antidevterija in antihelija-3. 